# Шрамы Парижа
«Шрамы Парижа» (фр. Novembre, «Ноябрь») — художественный фильм французского режиссёра Седрика Жименеса с Жаном Дюжарденом и Анаис Демустье в главных ролях. Премьера состоялась в мае 2022 года на Каннском кинофестивале, картина получила невысокие оценки критиков (главным образом из-за сценария).

## Сюжет
Действие фильма происходит в ноябре 2015 года, когда в Париже происходит серия терактов. Бойцы антитеррористического подразделения в течение пяти дней выслеживают всех, кто в этом замешан. Работа штаба во главе с комиссаром Фредом долго остаётся безрезультатной, но благодаря капитану Инес Моро, которая доверилась случайной свидетельнице, террористов удаётся найти.

## В ролях
- Жан Дюжарден — Фред
- Сандрин Киберлен — Элои́за
- Жереми Ренье — Марко
- Седрик Кан — Мартин
- Анаис Демустье — Инес
- Лина Кудри — Самиа

## Создание и оценки
Фильм снимали в 2021 году в Греции, Бельгии и Франции (в Иль-де-Франсе). Премьера состоялась в мае 2022 года на Каннском кинофестивале, где фильм показали вне конкурса.
Фильм был номинирован на премию Сезар в семи категориях, в том числе «Лучшая режиссура» и «Лучший актёр», но не победил ни в одной из них.
Юлия Шагельман («Коммерсантъ») написала в своей рецензии, что из-за «почти документальной интонации» картины «вместо осмысления трагических событий на экране вышла просто их довольно безучастная фиксация». Маша Токмашева («Кино-театр.ру») охарактеризовал «Шрамы Парижа» как «производственную драму» о французских спецслужбах, в которой заметен дефицит «человеческого». Эта рецензентка отметила, что мужские персонажи картины сливаются в безликую массу, а на передний план выходят женщины. Обозреватель Afisha.uz увидел в фильме только «бессмысленный адреналин»: по его мнению, режиссёр слишком увлёкся экшеном и ограничил таким образом свои возможности.